# Óscar Acevedo
Óscar José Acevedo Arana (Estelí, Nicaragua, 18 de marzo de 1997), más conocido como Óscar Acevedo, es un jugador profesional nicaragüense de fútbol que se desempeña en la posición de defensor en Real Estelí Fútbol Club, equipo perteneciente a la Liga Primera de Nicaragua.

## Carrera
Acevedo lleva jugando ocho temporadas en el equipo Real Estelí Fútbol Club, con el cual salió campeón de la Liga Primera de Nicaragua en siete oportunidades. También es parte de la Selección de fútbol de Nicaragua.